# Équipe de France de football au Championnat d'Europe 1996
Cet article relate le parcours de l'équipe de France de football au Championnat d'Europe 1996, organisé en Angleterre du 8 juin au 30 juin 1996.

## Contexte
Après la non-qualification pour la Coupe du monde 1994 aux États-Unis (deux défaites d'affilée lors des deux dernières journées des éliminatoires contre Israël et la Bulgarie), Gérard Houllier quitte ses fonctions de sélectionneur, remplacé par son adjoint Aimé Jacquet.
L'équipe de France se qualifie pour l'Euro 1996 en terminant deuxième de son groupe derrière la Roumanie, marqué notamment par une victoire fleuve sur l'Azerbaïdjan (10-0).

## Effectif
La liste des 22 joueurs a été annoncée par le sélectionneur Aimé Jacquet le 19 mai 1996. 
| Nom                | Nom                | Club                  | Date de naissance | J.              | Buts            |                 |                 |                 |
| Gardiens de but    | Gardiens de but    | Gardiens de but       | Gardiens de but   | Gardiens de but | Gardiens de but | Gardiens de but | Gardiens de but | Gardiens de but |
| ------------------ | ------------------ | --------------------- | ----------------- | --------------- | --------------- | --------------- | --------------- | --------------- |
| 16                 | Fabien Barthez     | AS Monaco             | 28.06.1971        | 0               | 0               | 0               | 0               | 0               |
| 1                  | Bernard Lama       | Paris SG              | 07.04.1963        | 5               | 0               | 0               | 0               | 0               |
| 22                 | Bruno Martini      | Montpellier HSC       | 25.01.1962        | 0               | 0               | 0               | 0               | 0               |
| Défenseurs         |                    |                       |                   |                 |                 |                 |                 |                 |
| 2                  | Jocelyn Angloma    | Torino FC             | 07.08.1965        | 2               | 0               | 0               | 0               | 0               |
| 5                  | Laurent Blanc      | AJ Auxerre            | 19.11.1965        | 5               | 1               | 0               | 0               | 0               |
| 8                  | Marcel Desailly    | Milan AC              | 07.09.1968        | 5               | 0               | 0               | 0               | 0               |
| 3                  | Éric Di Meco       | AS Monaco             | 07.09.1963        | 1               | 0               | 0               | 0               | 0               |
| 4                  | Frank Lebœuf       | RC Strasbourg         | 22.01.1968        | 0               | 0               | 0               | 0               | 0               |
| 12                 | Bixente Lizarazu   | Girondins de Bordeaux | 09.12.1969        | 5               | 0               | 0               | 0               | 0               |
| 20                 | Alain Roche        | Paris SG              | 14.10.1967        | 3               | 0               | 0               | 0               | 0               |
| 15                 | Lilian Thuram      | AS Monaco             | 01.01.1972        | 5               | 0               | 0               | 0               | 0               |
| Milieux de terrain |                    |                       |                   |                 |                 |                 |                 |                 |
| 7                  | Didier Deschamps   | Juventus              | 15.10.1968        | 4               | 0               | 0               | 0               | 0               |
| 6                  | Vincent Guérin     | Paris SG              | 22.11.1965        | 5               | 0               | 0               | 0               | 0               |
| 19                 | Christian Karembeu | Sampdoria             | 03.12.1970        | 4               | 0               | 0               | 0               | 0               |
| 14                 | Sabri Lamouchi     | AJ Auxerre            | 09.11.1971        | 1               | 0               | 0               | 0               | 0               |
| 21                 | Corentin Martins   | AJ Auxerre            | 11.09.1969        | 0               | 0               | 0               | 0               | 0               |
| 18                 | Reynald Pedros     | FC Nantes             | 10.11.1971        | 3               | 0               | 0               | 0               | 0               |
| 10                 | Zinédine Zidane    | Girondins de Bordeaux | 23.06.1972        | 5               | 0               | 0               | 0               | 0               |
| Attaquants         |                    |                       |                   |                 |                 |                 |                 |                 |
| 9                  | Youri Djorkaeff    | Paris SG              | 09.03.1968        | 5               | 1               | 0               | 0               | 0               |
| 13                 | Christophe Dugarry | Girondins de Bordeaux | 24.03.1972        | 4               | 1               | 0               | 0               | 0               |
| 11                 | Patrice Loko       | Paris SG              | 06.02.1970        | 5               | 1               | 0               | 0               | 0               |
| 17                 | Mickaël Madar      | AS Monaco             | 08.05.1968        | 0               | 0               | 0               | 0               | 0               |
| Sélectionneur      |                    |                       |                   |                 |                 |                 |                 |                 |
|                    | Aimé Jacquet       |                       | 27.11.1941        |                 |                 |                 |                 |                 |

## Qualification
Groupe 1
| Date             | Ville         | Équipe 1    | Équipe 2    | Résultat |
| 7 septembre 1994 | Bratislava    | Slovaquie   | France      | 0 - 0    |
| 8 octobre 1994   | Saint-Étienne | France      | Roumanie    | 0 - 0    |
| 16 novembre 1994 | Zabrze        | Pologne     | France      | 0 - 0    |
| 13 décembre 1994 | Trabzon       | Azerbaïdjan | France      | 0 - 2    |
| 29 mars 1995     | Tel-Aviv      | Israël      | France      | 0 - 0    |
| 26 avril 1995    | Nantes        | France      | Slovaquie   | 4 - 0    |
| 16 août 1995     | Paris         | France      | Pologne     | 1 - 1    |
| 6 septembre 1995 | Auxerre       | France      | Azerbaïdjan | 10 - 0   |
| 11 octobre 1995  | Bucarest      | Roumanie    | France      | 1 - 3    |
| 15 novembre 1995 | Caen          | France      | Israël      | 2 - 0    |

Classement
| Place | Équipe      | Pts | J  | G | N | P | Buts + | Buts - | Diff. |
| 1er   | Roumanie    | 21  | 10 | 6 | 3 | 1 | 18     | 9      | +9    |
| 2e    | France      | 20  | 10 | 5 | 5 | 0 | 22     | 2      | +20   |
| 3e    | Slovaquie   | 14  | 10 | 4 | 2 | 4 | 14     | 18     | -4    |
| 4e    | Pologne     | 13  | 10 | 3 | 4 | 3 | 14     | 12     | +2    |
| 5e    | Israël      | 12  | 10 | 3 | 3 | 4 | 13     | 13     | 0     |
| 6e    | Azerbaïdjan | 1   | 10 | 0 | 1 | 9 | 2      | 29     | -27   |

## Matchs de préparation
| Date          | Ville             | Équipe 1  | Équipe 2 | Résultat |
| 29 mai 1996   | Strasbourg        | France    | Finlande | 2 - 0    |
| 1er juin 1996 | Stuttgart         | Allemagne | France   | 0 - 1    |
| 5 juin 1996   | Villeneuve-d'Ascq | France    | Arménie  | 2 - 0    |

## Séjour et hébergement
L'équipe de France arrive en Angleterre le vendredi 7 juin 1996. Leur avion s'est posé à l'aéroport de Newcastle. Les Bleus commencent leur séjour au George Hotel de Chollerford à 35 kilomètres de Newcastle où les Bleus y affronteront la Roumanie. Les Bleus s'entraînent sur le terrain de la Haydon Bridge High School. Ils déménagent ensuite vers Leeds pour y affronter l'Espagne. Ils s'installent au Jarvis Parkway Hotel, où deux étages leur sont réservés. Pour le dernier match du premier tour qui a lieu à Newcastle, les Bleus regagnent le George Hotel de Chollerford. Pour son quart de finale face aux Pays-Bas les Bleus devaient résider à Wrightington à mi-chemin entre Liverpool (lieu du quart de finale) et Manchester (lieu de la demi-finale), mais l'équipe de Russie qui occupait l'hôtel (et bien qu'éliminée au premier tour) décide de rester à Wrightington pour une journée de plus. Les Bleus se rabattent alors sur le Georgian House Hotel de Blackrod avant de regagner 24 heures plus tard le Wrightington Hotel que les Russes ont enfin quitté. Ils y restent jusqu'à la demi-finale, et s'entraînent à Wigan.

## Euro 1996

### Premier tour
Groupe B
| Date         | Équipe 1 | Équipe 2 | Résultat | Buteurs                                               |
| 10 juin 1996 | Roumanie | France   | 0 - 1    | Dugarry 25e                                           |
| 15 juin 1996 | France   | Espagne  | 1 - 1    | Djorkaeff 49e ; Caminero 86e                          |
| 18 juin 1996 | France   | Bulgarie | 3 - 1    | Blanc 21e, Penev 63e (csc), Loko 90e ; Stoitchkov 69e |

Classement
| Place | Équipe   | Pts | J | G | N | P | Buts + | Buts - | Diff. |
| 1er   | France   | 7   | 3 | 2 | 1 | 0 | 5      | 2      | +3    |
| 2e    | Espagne  | 5   | 3 | 1 | 2 | 0 | 4      | 3      | +1    |
| 3e    | Bulgarie | 4   | 3 | 1 | 1 | 1 | 3      | 4      | -1    |
| 4e    | Roumanie | 0   | 3 | 0 | 0 | 3 | 1      | 4      | -3    |

### Quart de finale
| 22 juin 1996 18:30 | Pays-Bas  | 0 – 0 (a.p) | France | Anfield, Liverpool                                             |
|                    |           |             |        | Spectateurs : 37 465 Arbitrage : Antonio López Nieto (Espagne) |
|                    | (Rapport) |             |        |                                                                |

|                                                     |             |                                                  |  |
|                                                     | Tirs au but |                                                  |  |
| · de Kock · R. de Boer · Kluivert · Seedorf · Blind | 4-5         | · Zidane · Djorkaeff · Lizarazu · Guérin · Blanc |  |

Victoire de l'équipe de France 5 - 4 aux tirs au but qui se qualifie pour les demi-finales.

### Demi-finale
| 26 juin 1996 16:00 | France    | 0 – 0 (a.p) | Tchéquie | Old Trafford, Manchester                                 |
|                    |           |             |          | Spectateurs : 43 877 Arbitrage : Leslie Mottram (Écosse) |
|                    | (Rapport) |             |          |                                                          |

|                                                           |             |                                                      |  |
|                                                           | Tirs au but |                                                      |  |
| · Zidane · Djorkaeff · Lizarazu · Guérin · Blanc · Pedros | 5-6         | · Kubik · Nedvěd · Berger · Poborský · Rada · Kadlec |  |

Victoire de la République tchèque 6 - 5 aux tirs au but. La France est éliminée.

## Sources
- Pierre-Marie Descamps et Gérard Ejnes, Le livre d'or du football 1996, édition Solar.
- Thierry Hubac, 1904-2004. Un siècle en Bleu, Mango Sport, 2004.